# Его фотография в газетах
«Его фотография в газетах» (англ. His Picture in the Papers) — американский чёрно-белый немой художественный фильм режиссёра Джона Эмерсона по сценарию его супруги, известной писательницы и сценаристки Аниты Лус с участием популярного актёра-звезды немого кино Дугласа Фэрбенкса. Фильм создан на киностудии «Fine Arts Film Company» в 1916 году.

## Сюжет
Пит Приндл, сын Протеуса, производителя вегетарианских продуктов питания, желает жениться на Кристине Кадваладер. Она согласна. Однако Протеус и отец Кристины Кассий против этого брака, поскольку считают, что Пит ленив и мало приносит пользы для компании своего отца. Протеус приводит сыну в пример его сестёр, фото которых поместили на первой полосе газеты, где они рекламировали вегетарианскую продукцию своего отца. Пит ради брака с Кристиной готов совершить любой поступок, дабы попасть на первые полосы нью-йоркских газет. Он старается изо всех сил: подделывает автомобильную аварию, но это событие мало заинтересовало газетчиков и он получил в прессе лишь пару строк упоминания без фото; выигрывает матч по боксу, но соревнования были незаконно устроенными и закончились налётом полиции. И только когда он спасёт людей от неминуемой железнодорожной катастрофы, его имя и фото прогремит со всех первых полос нью-йоркских газет.

## В ролях
- Дуглас Фэрбенкс — Пит Приндл
- Кларенс Хэндисайд — Протеус Приндл
- Лоретта Блейк — Кристина Кадваладер
- Джин Темпл — Пёрл Приндл
- Чарльз Батлер — Кассий Кадваладер
- Гомер Хант — Мелвилль
- Хелена Руппорт — Ольга
- Эрих фон Штрогейм — одноглазый бандит

## Съёмочная группа
- Джон Эмерсон — режиссёр
- Анита Лус — автор сценария
- Джордж У. Хилл — оператор